# I Salonisti

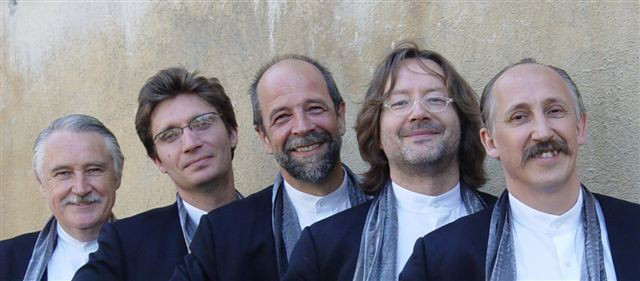
I Salonisti

I Salonisti – szwajcarski kwintet fortepianowy z Berna, założony w 1981 roku.

## Skład
- Piotr Pławner – skrzypce (od 2006)
- Lorenz Hasler – skrzypce (od 1981)
- Ferenc Szedlák – wiolonczela (od 1981)
- Béla Szedlák – kontrabas (od 1981)
- André Thomet – fortepian (od 2002)

## Zespół
Zespół w repertuarze ma dzieła muzyki kameralnej, klasycznej i popularnej, m.in. takich kompozytorów jak: Nino Rota, Fritz Kreisler, George Enescu, Astor Piazzolla, Claude Debussy, George Gershwin, Béla Bartók, Imre Kálmán, Kurt Weill i Johannes Brahms.
W 1997 roku kwintet I Salonisti wystąpił w filmie Jamesa Camerona Titanic, jako zespół muzyczny grający do końca na pokładzie tonącego statku.
Od 2006 roku prymariuszem kwintetu jest polski skrzypek Piotr Pławner.

## Dyskografia
- 2012 I Salonisti: Gentlemen, It has Been a Privilege Playing With You Tonight (w 2-CD Titanic Anniversary Edition / 4-CD Titanic Collector's Anniversary Edition – Sony
- 2004 Best of I SALONISTI – Decca
- 1999 Soundtrack – Let's Go To The Movies with I SALONISTI – Sony
- 1999 Bon voyage – A Musical Journey Around The Americas – Decca
- 1998 The Last Dance – Music from a vanishing Era – BMG Classics
- 1997 And the Band Played on – Music played on the Titanic – Decca
- 1997 Tangos Argentinos – RCA Classics
- 1994 Comme ci – comme ça – Virtuoso Encores – Decca
- 1992 Por Favor – Music from Latin America – Decca
- 1991 Gypsy Caprice – Gypsy Music from Eastern Europe – Decca
- 1990 Trans-Siberian Express – The Music of Russia – Decca
- 1989 Trans-Atlantic – A Musical Voyage – Decca
- 1989 Orient Express – The Romance of a Great Journey – Decca
- 1988 Hej Cigany! – Music from the Gypsy Salon – EMI
- 1986 Intermezzo – Music from Opera, Operetta and Musical – RCA Classics
- 1986 Mélodie – EMI
- 1985 Café Victoria – Argentinische Tangos – EMI
- 1984 Nostalgico – Argentinische Tangos – EMI
- 1984 Humoresque – EMI
- 1983 Serenata – EMI